# Kroczyce (gmina)
Kroczyce – gmina wiejska w Polsce położona w województwie śląskim, w powiecie zawierciańskim. Siedziba gminy to Kroczyce.
Według danych z 30 czerwca 2004 gminę zamieszkiwało 6212 osób.

## Struktura powierzchni
Według danych z roku 2002 gmina Kroczyce ma obszar 110,15 km², w tym:
- użytki rolne: 59%
- użytki leśne: 30%

Gmina stanowi 10,98% powierzchni powiatu.

## Historia
Gmina Kroczyce wyjątkowo często zmieniała przynależność administracyjną:
- do 1945-08-17 należała do woj. kieleckiego (powiat olkuski)[4]
- od 1945-08-18 do 1950-12-31 należała do woj. krakowskiego (powiat olkuski)[4]
- od 1951-01-01 do 1953-03-08 należała do woj. katowickiego (powiat zawierciański)[5]
- od 1953-03-09 do 1954-09-28 należała do woj. stalinogrodzkiego (powiat zawierciański)[6]

(między 1954-09-29 a 1972-12-31 gminy nie istniały)
- od 1973-01-01 do 1975-05-31 należała do woj. katowickiego (powiat zawierciański)[5]
- od 1975-06-01 do 1998-12-31 należała do woj. częstochowskiego (brak powiatów)
- od 1999-01-01 do dziś należy do woj. śląskiego (powiat zawierciański)

## Demografia

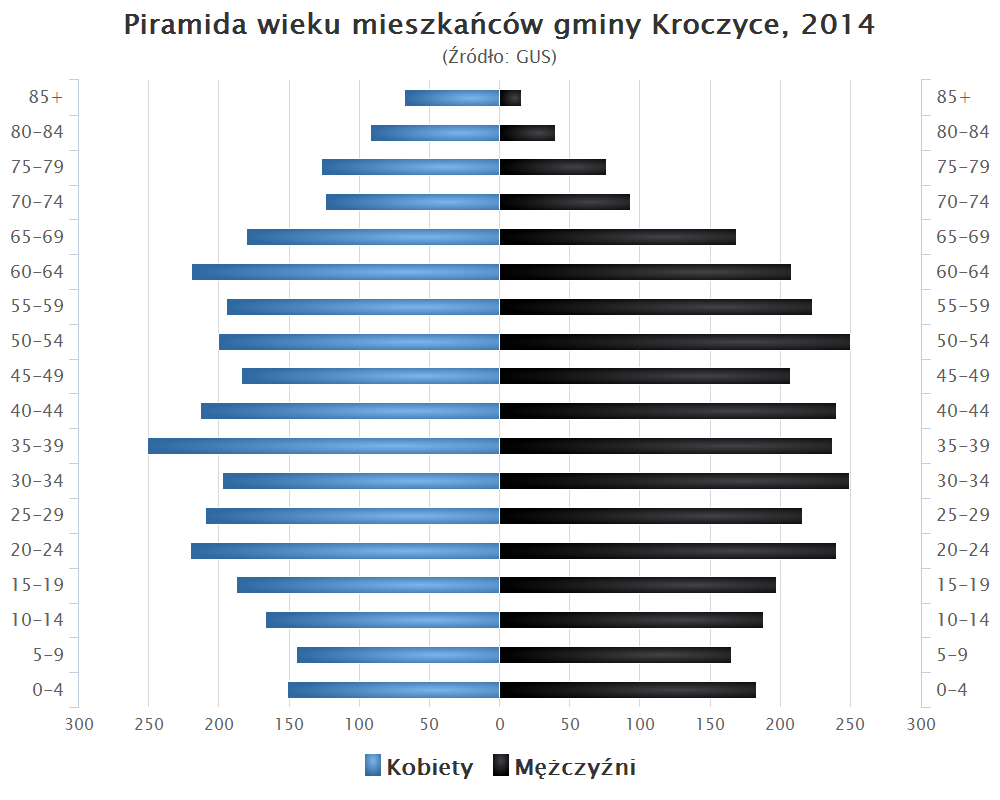
Piramida wieku mieszkańców gminy Kroczyce w 2014 roku

Dane z 30 czerwca 2004:
| Opis                              | Ogółem | Ogółem | Kobiety | Kobiety | Mężczyźni | Mężczyźni |
| --------------------------------- | ------ | ------ | ------- | ------- | --------- | --------- |
| jednostka                         | osób   | %      | osób    | %       | osób      | %         |
| populacja                         | 6212   | 100    | 3094    | 49,8    | 3118      | 50,2      |
| gęstość zaludnienia (mieszk./km²) | 56,4   | 56,4   | 28,1    | 28,1    | 28,3      | 28,3      |

## Sołectwa
Biała Błotna, Browarek, Dzibice, Dobrogoszczyce, Gołuchowice, Huta Szklana, Kostkowice, Kroczyce Okupne, Stare Kroczyce, Lgota Murowana, Lgotka, Podlesice, Piaseczno, Pradła, Przyłubsko, Siamoszyce, Siedliszowice, Siemięrzyce, Siemięrzyce Wrzoski, Szypowice, Trzciniec.

## Sąsiednie gminy
Irządze, Niegowa, Ogrodzieniec, Pilica, Szczekociny, Włodowice, Zawiercie